# Г'ю Джекман
Г'ю Майкл Дже́кман (англ. Hugh Michael Jackman; нар. 12 жовтня 1968, Сідней) — австралійський теле- і кіноактор, продюсер, відомий за роль супергероя-мутанта Росомахи у серії фільмів «Люди Ікс», а також за ролі в фільмах «Ван Гелсинґ», «Кейт і Лео», «Престиж», «Австралія». Лауреат театральної премії «Тоні» (2004), телевізійної премії «Еммі» (2005) і кінопремії «Золотий глобус» (2013).

## Молоді роки
Народився 12 жовтня 1968 року в Сіднеї, Новий Південний Уельс, Австралія. 
Батьки — Кріс Джекман і Ґрейс Вотсон — емігранти з Великої Британії. Був наймолодшим з п'яти дітей. Коли Г'ю було 8 років, батьки розлучилися, мама повернулася в Англію, а діти залишилися з батьком, який одружився вдруге
У школі захоплювався баскетболом і був капітаном шкільної команди
Після закінчення школи Г'ю вступив до Сіднейського Технологічного Університету на факультет журналістики. На останніх курсах університету він серйозно захопився акторською майстерністю і вирішив вдосконалювати її.

## Кар'єра
У 1994 році після трьох років навчання в Західній Австралійській Академії Мистецтв (англ. Western Australian Academy of Performing Arts, WAAPA), Джекман бере участь у зніманні австралійського телесеріалу-драми «Кореллі». В серіалі розповідається про роботу жінки-психолога Кореллі в чоловічій тюрмі. Г'ю зіграв роль найскладнішого пацієнта — ув'язненого Кевіна Джонса. На знімальному майданчику серіалу він познайомився зі своєю майбутньою дружиною — Деборою Лі Фернесс. 1996 року вони одружилися.
З жовтня 1996 року по червень 1997 року знімався в австралійській постановці мюзиклу «Бульвар Сансет» (англ. Sunset Boulevard) у ролі Джо Ґілліса. За цю роль Джекман двічі одержав премію Мо «Найкращому актору року» (австралійський аналог театральної премії «Тоні»). Також Джекман зіграв Ґастона в мюзиклі «Красуня і Чудовисько» (англ. Beauty and the Beast).
З 1998 року грав на сцені Королівського національного театру в Лондоні. За роль Кьорлі Маклейна в мюзиклі «Оклахома!» був номінований на театральну премію Лоуренса Олів'є.
2000 рік став проривом для Г'ю на широкий екран. Він зіграв роль Росомахи у фільмі Браяна Сінґера «Люди Ікс». Фільм був надзвичайно популярним в усьому світі і був визнаний однією з найкращих екранізацій коміксів.
У 2001 році разом з Меґ Раян зіграв в романтичній комедії «Кейт і Лео». За роль дворянина Леопольда він був номінований на премію «Золотий глобус» в категорії «Найкращий актор (комедія/мюзикл)»
У 2004 році в мюзиклі «Хлопчик з Оз» (англ. The Boy from Oz) на Бродвеї, Г'ю Джекман зіграв роль шоумена Пітера Аллена. За виконання цієї ролі він одержав театральну премію Тоні у категорії «Найкращий актор мюзиклу».
У 2006 році узяв участь в озвучуванні двох мультфільмів — анімаційної комедії-мюзикла «Веселі ніжки», який в цьому ж році виграв премію «Оскар» за найкращий мультфільм року і в мультфільмі-пародії «Змивайся!».
Також знявся в одній з головних ролей в фільмі Крістофера Нолана «Престиж», де зіграв фокусника-іллюзіоніста Роберта Енджера.
У 2008 році вийшов фільм База Лурмана «Австралія» з Ніколь Кідмен в головній жіночій ролі і Г'ю в головній чоловічій ролі.
У 2009 році Г'ю Джекман був ведучим церемонії вручення нагород кінопремії «Оскар». Також в цьому році вийшов фільм «Люди-X: Росомаха», спродюсований компанією Джекмана «Seed Productions».
У 2011 році Г'ю Джекман виступає з концертами, складеними з різноманітних бродвейських пісенних номерів в Сан-Франциско, Нью-Йорку і Торонто. Виходить фільм «Люди Ікс: Перший клас», де у Г'ю коротке, але дуже яскраве камео в ролі Росомахи. В рамках великого промотуру «Жива сталь» Г'ю Джекман заїжджає і в Москву. Режисер «Король говорить» Том Хупер робить Г'ю пропозицію знятися в його новому проєкті — мюзиклі «Знедолені». Г'ю вдало проходить проби на роль Жана Вальжана. На 83-ій церемонії нагородження премії Оскар Г'ю Джекман разом з Ніколь Кідман вручав нагороду за найкращий звук. Озвучував Пасхального кролика в мультфільмі Хранителі снів.
У 2012 році Г'ю з березня по червень знімається у фільмі «Знедолені», з серпня по листопад в новому фільмі «Росомаха». У Г'ю Джекмана є іменна зірка на Голлівудській «Алеї слави» — за внесок в кіноіндустрію, відкрита 13 грудня 2012 року, за адресою: 6931 Голлівудський б-р.
У 2013 році Г'ю Джекман знявся в трилері «Полонянки».
У 2014 виходить фільм «Люди Ікс: Дні минулого майбутнього», в якому Г'ю Джекман вчергове грає Росомаху. У цьому ж році Г'ю повертається на театральну сцену і грає в бродвейській драмі «The River».
У 2015 з участю Г'ю Джекмана виходять фільми «Робот на ім'я Чаппі» і «Пен: Подорож в Нетландію». Також у 2015 році Г'ю влаштовує свій перший великий концертний тур по містах Австралії під назвою «Hugh Jackman — Broadway to Oz». Концерт складався з безлічі музичних виступів у супроводі танцювального колективу та оркестру музикантів.
У 2016 році вийшла спортивна драма з елементами комедії «Едді „Орел“», де разом з Г'ю Джекманом грав молодий англійський актор Терон Еджертон. Г'ю грав Бронсона Пірі, тренера зі схильністю до випивки. У тому ж 2016 році почалося знімання третього сольного фільму про Росомаху.
Г'ю Джекман з’явився в камео без зазначення в титрах у ролі Росомахи у фільмі «Люди Ікс: Апокаліпсис» (X-Men: Apocalypse, 2016). У 2017 році він знову зіграв цього персонажа, що мало стати його фінальним втіленням у третій стрічці про Росомаху — «Лоґан». Виконання Джекмана та сам фільм отримали високу оцінку критиків і вважаються одними з найкращих супергеройських фільмів усіх часів. За свою 17-річну роботу в образі Росомахи Джекман очолив список «Найвидатніші акторські роботи у супергеройських фільмах усіх часів» за версією The Hollywood Reporter. Того ж року він також виконав роль Ф. Т. Барнума в мюзиклі «Найвеличніший шоумен». За цю роль він отримав номінацію на «Золотий глобус» у категорії «Найкращий актор у музичному фільмі або комедії» — свою третю номінацію на цю премію, а також премію «Греммі» за найкращий саундтрек-альбом.
У 2018 році він зіграв американського сенатора Ґері Гарта у політичній драмі Джейсона Райтмана «Головний претендент» (The Front Runner), яка розповідала про злет Гарта як кандидата у президенти США від Демократичної партії у 1988 році та його подальше падіння після того, як ЗМІ оприлюднили повідомлення про його позашлюбний роман.
У 2019 році він озвучив персонажа сера Лайонела Фроста в анімаційному фільмі «Загублена ланка» (Missing Link).

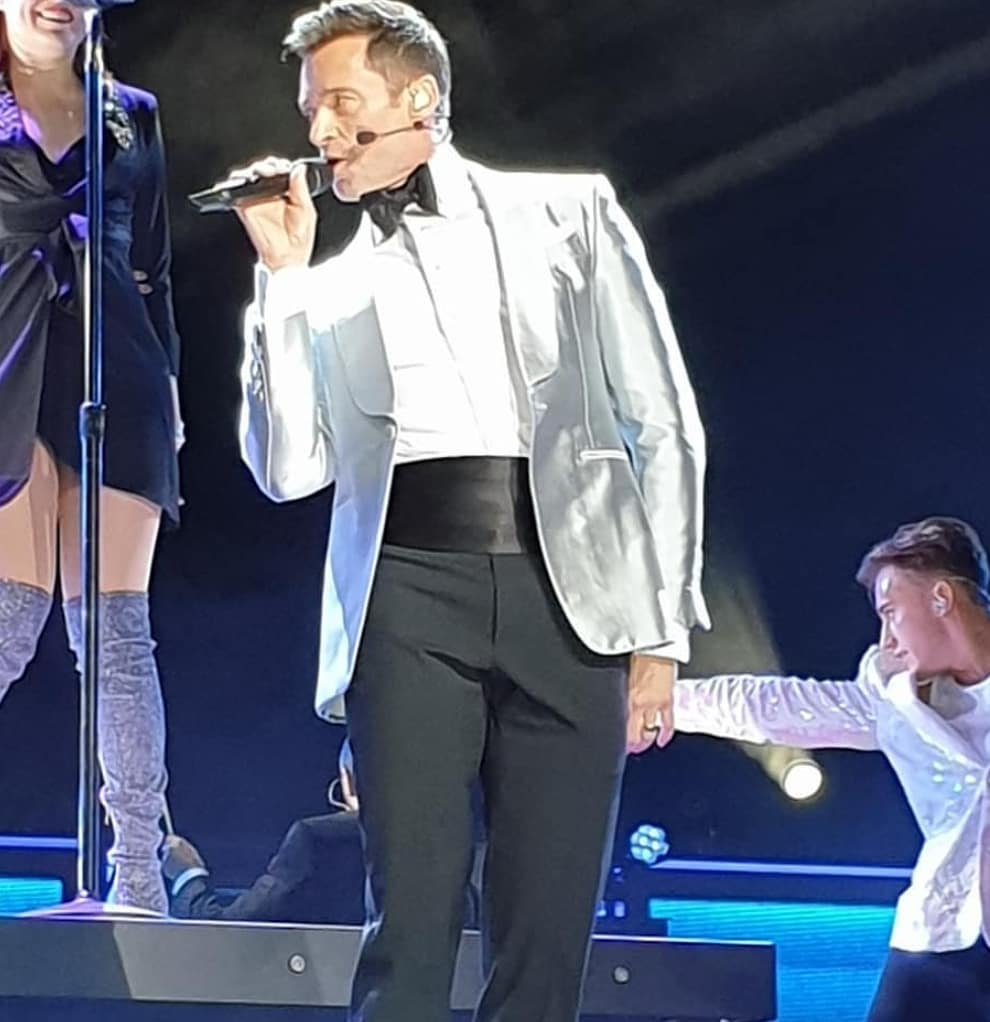
Джекман під час туру TMTMTS

У 2019 році Джекман вирушив у свій перший світовий тур під назвою The Man. The Music. The Show., щоб виконати пісні з альбому The Greatest Showman: Original Motion Picture Soundtrack та номери з бродвейських і голлівудських мюзиклів.  Тур складався з 88 шоу і охопив Північну Америку, Європу та Океанію. Він розпочався у травні 2019 року в Ґлазґо, Шотландія, та завершився у жовтні 2019 року в Сан-Антоніо, США. У переліку відзнак до дня народження королеви 2019 року Джекмана було призначено Компаньйоном Ордену Австралії за «видатні заслуги у виконавському мистецтві як визнаного актора та артиста, а також за внесок у глобальну спільноту, зокрема як адвоката викорінення бідності».
Джекман знявся в комедійній драмі «Бездоганний» (Bad Education, 2019) разом із Елісон Дженні. Він і Лора Дерн зіграли у фільмі Флоріана Целлера «Син», створеному за однойменною п’єсою самого Целлера.
Він повернувся на Бродвей у відродженні мюзиклу «The Music Man», де виконав роль Гарольда Гілла. Попередні покази розпочалися у грудні 2021 року, а вистави йшли з лютого 2022-го до січня 2023-го. За цю роль Джекман отримав свою другу номінацію на премію «Тоні» за найкращу чоловічу роль у мюзиклі. Постановка отримала змішані відгуки, але мала касовий успіх.
Г'ю Джекман знову втілив роль Росомахи у фільмі «Дедпул і Росомаха», де головну роль також виконує Раян Рейнольдс; події розгортаються у Кінематографічному всесвіті Marvel. Прем’єра відбулася 26 липня 2024 року.
Розповідаючи про підготовку до повернення в ролі Росомахи, Г'ю Джекман сказав:
«Я був у захваті. Спочатку моє тіло трохи боліло, але я був радий, що воно все ще реагує. І я зрозумів, наскільки це добре для мозку. Але найважче – їжа. Я мушу їсти дуже багато. Для мене, з моїм типом тіла, я від природи худорлявий. Щоб набрати масу – це найважче. Це те, що найбільше виснажує мене».

## Особисте життя
Джекман одружився з Деборрою-Лі Фернесс 11 квітня 1996 року в церкві Святого Іоанна в Тураку, штат Вікторія, передмісті Мельбурна. Вони познайомилися на зйомках австралійського телешоу Correlli. Джекман особисто спроєктував обручку для Фернесс, а на їхніх обручальних кільцях був санскритський напис Om paramar mainamar, що перекладається як «Ми присвячуємо наш союз вищому початку». Фернесс мала два викидні, після чого вона та Джекман усиновили двох дітей: у травні 2000 року пара усиновила новонароджену дитину (15.05.2000) — Оскара Максиміліана, а в 2005 році другу дитину — дівчинку Аву Еліот (10.07.2005). Джекман із родиною мешкає у Нью-Йорку. У вересні 2023 року пара оголосила про своє розлучення. Фернесс подала на розлучення у травні 2025 року, і воно було остаточно оформлене місяць потому.
Джекман виховувався як християнин, у дитинстві відвідував численні релігійні зібрання. В інтерв’ю 2015 року він назвав себе християнином, але зазначив, що його бачення віри відрізняється від батькового: «Він сприймає свою релігію дуже серйозно й волів би, щоб я ходив до церкви», «Ми багато обговорювали наші відмінні переконання. Я просто вважаю євангельську церкву занадто, ну, обмежувальною». Він щоденно медитує та інтегрує у своє життя вчення духовно-еклектичної Школи практичної філософії.
У листопаді 2013 року Джекман повідомив, що йому видалили базально-клітинну карциному з носа. У травні 2014 року йому видалили другу карциному з носа, і він сказав Associated Press, що очікує майбутніх рецидивів. Через це Джекман відвідував світові прем’єри фільму Люди Ікс: Дні минулого майбутнього з пов’язкою на носі й закликав своїх підписників в Instagram користуватися сонцезахисним кремом. У квітні 2023 року Джекман повідомив у соцмережах, що результати його біопсії виявилися негативними. Він пройшов обстеження як запобіжний захід після того, як лікар помітив симптоми, які, за словами лікаря, «можуть бути або не бути» базально-клітинними карциномами. Джекман переніс кілька процедур із видалення раку шкіри. Він і надалі наголошує на важливості використання сонцезахисного крему з високим SPF незалежно від пори року.
18 березня 2015 року Джекман повідомив, що йому довелося скасувати театральні виступи в Туреччині через крововилив у лівій голосовій зв’язці.
Портрет Джекмана та Фернесс, створений Полом Ньютоном, став фіналістом премії Арчібальда 2022 року.

### Інші інтереси
У старшій школі Г'ю Джекман грав у регбі-юніон та крикет, займався стрибками у висоту й був у команді з плавання. Він любить баскетбол і каякінг. Також він виявляв інтерес до футболу, віддавши свою підтримку футбольному клубу «Норвіч Сіті». У Сполучених Штатах Джекман підтримує клуб «Філадельфія Юніон» з вищої ліги сокеру (MLS), відвідавши матч на стадіоні PPL Park у червні 2010 року.
Джекман підтримує «Порт Аделаїд Футбол Клаб» в австралійській футбольній лізі (AFL) і навіть одного разу виголосив мотиваційну промову перед грою Showdown. Він також є давнім фанатом і прихильником «Манлі Воррінга Сі Іґлз» — клубу Національної регбійної ліги (NRL), що базується на Північних пляжах Сіднея. У 1999 році він виконав австралійський національний гімн на фіналі NRL.
Також Джекман узяв участь як запрошена зірка у випуску WWE Monday Night Raw від 19 вересня 2011 року, допомігши Заку Райдеру перемогти чемпіона США в WWE Дольфа Зіґґлера, вдаривши чемпіона в щелепу, поки рефері не бачив.
Джекман грає на гітарі, піаніно та скрипці. Він також займається йогою і є членом Школи практичної філософії з 1992 року.
Джекман практикує трансцендентальну медитацію з двадцяти років. Він сказав: «Ніщо ніколи так не відкривало мені очі, як трансцендентальна медитація. Вона робить мене спокійним і щасливим, і, власне, дарує мені трохи тиші та спокою у доволі хаотичному житті!» Тепер він допомагає Фонду Девіда Лінча «поширювати медитацію серед усіх — від тих, хто страждає на ПТСР, до міських дітей».
Джекман був обличчям кількох відомих брендів. Він є глобальним амбасадором Montblanc. А з березня 2019 року — амбасадор бренду R. M. Williams.

## Творчість

### Повнометражні фільми
| Рік  |   | Українська назва                   | Оригінальна назва                       | Роль                                  |
| ---- | - | ---------------------------------- | --------------------------------------- | ------------------------------------- |
| 1999 | ф | Ерскенвільські королі              | Erskineville Kings                      | Вейс                                  |
| 1999 | ф | Герой її роману                    | Paperback Hero                          | Джек Вілліс                           |
| 2000 | ф | Люди Ікс                           | X-Men                                   | Логан / Росомаха                      |
| 2001 | ф | Флірт зі звіром                    | Someone Like You                        | Едді Алден                            |
| 2001 | ф | Пароль «Риба-Меч»                  | Swordfish                               | Стенлі Джобсон                        |
| 2001 | ф | Кейт і Лео                         | Kate & Leopold                          | Лео                                   |
| 2003 | ф | Люди Ікс 2                         | X2                                      | Логан / Росомаха                      |
| 2004 | ф | Ван Хелсінг                        | Van Helsing                             | Ґабріель Ван Гелсінґ                  |
| 2005 | ф | Історії загублених душ             | Stories of Lost Souls                   | Роджер (сегмент "Standing Room Only") |
| 2006 | ф | Люди Ікс: Остання битва            | X-Men: The Last Stand                   | Логан / Росомаха                      |
| 2006 | ф | Сенсація                           | Scoop                                   | Пітер Лаймен                          |
| 2006 | ф | Фонтан                             | The Fountain                            | Том Крео                              |
| 2006 | ф | Престиж                            | The Prestige                            | Роберт Енджер                         |
| 2008 | ф | Список контактів                   | Deception                               | Вайт Боуз                             |
| 2008 | ф | Австралія                          | Australia                               | Дровер                                |
| 2009 | ф | Люди-Х: Росомаха                   | X-Men Origins: Wolverine                | Логан / Росомаха                      |
| 2011 | ф | Люди Ікс: Перший клас              | X-Men: First Class                      | Логан / Росомаха (камео)              |
| 2011 | ф | Як по маслу                        | Butter                                  | Бойд Болтон                           |
| 2011 | ф | Реальна сталь                      | Real Steel                              | Чарлі Клентон                         |
| 2012 | ф | Знедолені                          | Les Misérables                          | Жан Вальжан                           |
| 2013 | ф | Муві 43                            | Movie 43                                | Девіс (сегмент "The Catch")           |
| 2013 | ф | Полонянки                          | Prisoners                               | Келлер Довер                          |
| 2013 | ф | Росомаха                           | The Wolverine                           | Логан / Росомаха                      |
| 2014 | ф | Люди Ікс: Дні минулого майбутнього | X-Men: Days of Future Past              | Логан / Росомаха                      |
| 2014 | ф | Ніч у музеї: Секрет гробниці       | Night at the Museum: Secret of the Tomb | камео                                 |
| 2015 | ф | Робот на ім'я Чаппі                | Chappie                                 | Вінсент Мур                           |
| 2015 | ф | Я, Ерл і та, що помирає            | Me and Earl and the Dying Girl          | камео                                 |
| 2015 | ф | Пен: Подорож до Небувалії          | Pan                                     | Чорна Борода                          |
| 2016 | ф | Едді «Орел»                        | Eddie the Eagle                         | Бронсон Пірі                          |
| 2016 | ф | Люди Ікс: Апокаліпсис              | X-Men: Apocalypse                       | Логан / Росомаха (камео)              |
| 2017 | ф | Лоґан: Росомаха                    | Logan                                   | Логан / Росомаха                      |
| 2017 | ф | Найвеличніший шоумен               | The Greatest Showman                    | Фінеас Тейлор Барнум                  |
| 2018 | ф | Лідер перегонів                    | Front Runner                            | Ґері Гарт                             |
| 2019 | ф | Бездоганний                        | Bad Education                           | Френк Тессон                          |
| 2021 | ф | Персонаж                           | Free Guy                                | гравець у масці (камео)               |
| 2021 | ф | Ремінісценція                      | Reminiscence                            | Ніколас Банністер                     |
| 2022 | ф | Син                                | The Son                                 | Пітер                                 |
| 2024 | ф | Дедпул і Росомаха                  | Deadpool & Wolverine                    | Логан / Росомаха                      |
| 2026 | ф | Смерть Робін Гуда                  | The Death of Robin Hood                 | Робін Гуд                             |

### Озвучування мультфільмів
| Рік  |    | Українська назва                      | Оригінальна назва                  | Роль                 |
| ---- | -- | ------------------------------------- | ---------------------------------- | -------------------- |
| 2004 | мф | Ван Гелсінґ: Завдання в Лондоні       | Van Helsing: The London Assignment | Ґабріель Ван Гелсінґ |
| 2006 | мф | Веселі ніжки                          | Happy Feet                         | Мемфіс               |
| 2006 | мф | Змивайся                              | Flushed Away                       | Родді                |
| 2012 | мф | Вартові легенд                        | Rise of the Guardians              | Великодній кролик    |
| 2019 | мф | Містер Лінк: Загублена ланка еволюції | Missing Link                       | Сер Лайонел Фрост    |

### Телебачення
| Рік  | Українська назва              | Оригінальна назва        | Роль           | Примітки             |
| ---- | ----------------------------- | ------------------------ | -------------- | -------------------- |
| 1994 | Закон країни                  | Law of the Land          | Чарльз Маккрей | знявся в одній серії |
| 1995 | Кореллі                       | Corelli                  | Кевін Джонс    | головна роль         |
| 1995 |                               | Blue Heelers             | Брейді Джексон | знявся в одній серії |
| 1996 | Холодна ріка: Сага МакГрегора | The Man from Snowy River | Дункан Джонс   | 5 серій              |
| 2007 | Віва Лафлін                   | Viva Laughlin            | Ніккі Фонтана  | також продюсер       |

### Театр
| Рік  | Українська назва     | Оригінальна назва    | Роль           |
| ---- | -------------------- | -------------------- | -------------- |
| 1995 | Красуня і Чудовисько | Beauty and the Beast | Ґастон         |
| 1996 | Бульвар Сансет       | Sunset Boulevard     | Джо Ґілліс     |
| 1998 | Оклахома!            | Oklahoma!            | Кьорлі Маклейн |
| 2002 | Карусель             | Carousel             | Біллі Біґело   |
| 2003 | Хлопчик з Оз         | The Boy from Oz      | Пітер Аллен    |

## Нагороди та номінації
| Нагорода                       | Рік  | Категорія                                   | Робота               | Результат |
| ------------------------------ | ---- | ------------------------------------------- | -------------------- | --------- |
| Оскар                          | 2013 | Найкраща чоловіча роль                      | Знедолені            | Номінація |
| BAFTA Film Awards              | 2013 | Найкраща чоловіча роль                      | Знедолені            | Номінація |
| Золотий глобус                 | 2002 | Найкраща чоловіча роль — комедія або мюзикл | Кейт і Лео           | Номінація |
| Золотий глобус                 | 2013 | Найкраща чоловіча роль — комедія або мюзикл | Знедолені            | Перемога  |
| Золотий глобус                 | 2018 | Найкраща чоловіча роль — комедія або мюзикл | Найвеличніший шоумен | Номінація |
| Золотий глобус                 | 2023 | Найкраща чоловіча роль — драма              | Син                  | Номінація |
| Премія Гільдії кіноакторів США | 2013 | Найкраща чоловіча роль                      | Знедолені            | Номінація |
| Премія Гільдії кіноакторів США | 2013 | Найкращий акторський склад в ігровому кіно  | Знедолені            | Номінація |

## Цікаві факти
Зріст Джекмена 1.89, що майже на 30 см більше, ніж у його героя Росомахи в оригінальних коміксах. Таким чином, режисери часто змушені були знімати Джекмена з незвичайних кутів або тільки до пояса, щоб змусити його здаватися нижчим, ніж він є насправді, а його колеги-зірки носили взуття на платформі. Джекмену також необхідно було набрати солідну м'язову масу для цієї ролі, тож у підготовці четвертого фільму серії його жим лежачи становив близько 150 кілограмів.